# Catarratto bianco lucido
Le catarratto bianco lucido est un cépage italien de raisins blanc de la famille des catarratto.

## Origine et répartition géographique
Il provient du sud de l'Italie. Le cépage est connu depuis le XVIIe siècle sur l'île de Sicile.
Il est classé cépage d'appoint en DOC Alcamo, Contessa Entellina, Menfi, Sambuca di Sicilia, Santa Margherita di Belice et Sciacca. Il fait aussi partie de l'encépagement du Marsala.
Il est classé recommandé en province d'Agrigente, de Caltanissetta, de Catane, d'Enna, de Messine, de Palerme, de Raguse, de Syracuse et de Trapani. En 1990, il couvrait en Sicile 9 780 ha.

## Caractères ampélographiques
- Extrémité du jeune rameau cotonneux blanc à liseré carminé.
- Jeunes feuilles duveteuses, blanc verdâtre avec des reflets bronzés.
- Feuilles adultes, à 5 lobes avec des sinus supérieurs profonds, un sinus pétiolaire en V fermée ou à bords se chevauchant, des dents anguleuses, moyennes, en deux séries un limbe aranéeux.

## Aptitudes culturales
La maturité est de troisième époque : 30 jours après le chasselas. 

## Potentiel technologique
Les grappes sont moyennes et les baies sont de taille petite ou moyenne. La grappe est cylindrique. Le cépage est de bonne vigueur et d'une fertilité bonne. 
Il donne des vins blancs pâle à jaune ambré et assez alcoolique titrant 13 % en volume ou plus. Il est souvent utilisé pour préparer du vermouth.

## Synonymes
Le catarratto bianco comune est connu sous les noms de catarratto bianco lustro, castellaro.